# Nidularia balachowskii
Nidularia balachowskii är en insektsart som beskrevs av Bodenheimer 1941. Nidularia balachowskii ingår i släktet Nidularia och familjen eksköldlöss. Inga underarter finns listade i Catalogue of Life.